# Megaselia crassilla
Megaselia crassilla är en tvåvingeart som beskrevs av Schmitz 1926. Megaselia crassilla ingår i släktet Megaselia och familjen puckelflugor. Inga underarter finns listade i Catalogue of Life.